# Aphodius alpinus
Aphodius alpinus là một loài bọ cánh cứng trong họ Scarabaeidae. Loài này được Scopoli miêu tả khoa học năm 1763.